# Gouvernement Otmar Hasler II
Hasler I Tschütscher
Le gouvernement Hasler II est le gouvernement du Liechtenstein du 21 avril 2005 au 25 mars 2009.

## Historique du mandat
Dirigé par le Chef du gouvernement sortant Otmar Hasler, ce gouvernement est constitué par le Parti progressiste des citoyens (FBP) et l'Union patriotique (VU). Ils disposent de 22 députés, soit 88 % des sièges du Landtag.
Ce gouvernement succède au gouvernement Otmar Hasler I.
Il est formé à la suite des élections législatives du 13 mars 2005. Lors de ces élections le Parti progressiste des citoyens (FBP), classé à droite, arrive en tête avec 48,7 % des suffrages exprimés mais le parti détenait la majorité absolue (13 sièges en 2001). Hors lors de ces élections, le parti perd un siège et perd sa majorité absolue qu'il détenait depuis 4 ans. Le principal parti d'opposition, classé au centre droit, la VU recul aussi. Avec 38,2 % des voix, le parti obtient 10 sièges soit un de moins. Le grand vainqueur des élections, c'est la Liste libre (FL) de centre gauche qui obtient 13 % des voix et 3 sièges. Une coalition FBP-VU est mise en place avec Otmar Hasler à sa tête, le premier ministre sortant est ainsi reconduit dans ses fonctions. Il forme un gouvernement composé de 5 membres, 3 issus du FBP et 2 issus de la VU. Klaus Tschütscher (VU) est nommé vice-premier ministre et l'ex-vice-première ministre du FBP, Rita Kieber-Beck reste au gouvernement en tant que ministre des Affaires étrangères, de la Culture, de la Famille et de l'égalité des chances et elle est à nouveau la seule femme ministre. 
Lors des élections législatives du 8 février 2009, le FBP perd les élections et est relégué à la 2e place derrière la VU. Le parti obtient 43,5 % des suffrages et perd un siège. Il se retrouve donc à 11 sièges soit deux de moins que la VU qui a obtenu 47,6 % des voix. Ensemble, ils disposent de 24 députés sur 25, soit 96 % des sièges du Landtag. Otmar Hasler cède sa place à son vice-premier ministre Klaus Tschütscher qui forme son gouvernement composé de 3 ministres issus de la VU et de 2 issus du FBP.
Selon l'article 79 de la Constitution du Liechtenstein, les conseillers sont au nombre de 4 dont 1 vice-chef du gouvernement. Il doit y avoir au moins deux conseillers issus d'une des deux régions.

## Composition

### Ministres
| Portefeuille                                                                                              | Titulaire | Titulaire | Titulaire         | Parti |
| --- | --------- | --------- | ----------------- | ----- |
| Premier Ministre Ministre de la Présidence, des Finances et de l'industrie de la Construction             |           |           | Otmar Hasler      | FBP   |
| Vice-Premier Ministre Ministre de la Justice, de l'Économie et du Sport                                   |           |           | Klaus Tschütscher | VU    |
| Ministre des Affaires étrangères, de la Culture, de la Famille et de l'égalité des chances                |           |           | Rita Kieber-Beck  | FBP   |
| Ministre de l'Intérieur, de la Santé, du Trafic et des Communications                                     |           |           | Martin Meyer      | FBP   |
| Ministre du Social, de l'Éducation, de l'Environnement, de l’Espace, de l'Agriculture et de la Foresterie |           |           | Hugo Quaderer     | VU    |

## Conseillers par région
| Nom               | Région | Région    |
| ----------------- | ------ | --------- |
| Otmar Hasler      |        | Unterland |
| Klaus Tschütscher |        | Unterland |
| Rita Kieber-Beck  |        | Unterland |
| Martin Meyer      |        | Oberland  |
| Hugo Quaderer     |        | Oberland  |